# Bettino Craxi
Benedetto Craxi, poznat kao Bettino ( Milano, 24. veljače 1934. — Hammamet, Tunis, 19. siječnja 2000.), bio je talijanski političar, član Talijanske socijalističke stranke.
Premijer Italije bio je u dva navrata; od 4. kolovoza 1983. do 1. kolovoza 1986. i od 1. kolovoza 1986. do 17. travnja 1987.
Tijekom istrage o opsežnoj korupciji u talijanskoj politici 1993., oduzet mu je parlamentarni imunitet. Bježi u Tunis 1994. godine, a iste godine je osuđen u odsutnosti (in absentia) na 8 i pol godina zatvora zbog koruptivnih radnji. Šest godina kasnije umro je u Hammametu.